# Жамбил (Жамбильський район, Алматинська область)
Жамби́л (каз. Жамбыл) — село у складі Жамбильського району Алматинської області Казахстану. Адміністративний центр Жамбильського сільського округу.
У радянські часи село називалось Джамбул.
Населення — 3636 осіб (2021; 2658 у 2009, 2986 у 1999, 2802 у 1989).
У селі знаходиться будинок-музей казахського народного поета Джамбула Джабаєва.

## Відомі особистості
В поселенні народився:
- Абикаєв Нуртай Абикайович (* 1947) — казахстанський політик.